# Забриски Rider
Забриски Rider — рок-журнал (альманах), посвящённый альтернативной культуре Америки, Европы и России.

## История
Журнал основан в 1992 году в Москве поэтом Маргаритой Пушкиной-Линн и Константином Преображенским. Первый номер носил название «Забриски Пойнт» (по названию фильма Микеланджело Антониони), второй — Easy Rider (фильм «Беспечный ездок»), c третьего номера (после ухода Преображенского и из соображений копирайта) названия объединены в нынешнее. Всего выпущено 16 номеров тиражом до 8000 экземпляров. В журнале публиковались переводы важнейших текстов западной контркультуры 1960—1970-х годов, прежде всего о хиппи-культуре. Среди авторов журнала — Илья Кормильцев (переводы), Александр Тарасов, Николай Сосновский, Андрей Мадисон, Егор Радов, Илья Фальковский, Алексей Цветков, Аня Герасимова (Умка), Евдокимов, Андрей Витальевич. Журнал издавался Маргаритой Пушкиной-Линн при поддержке групп «Крематорий», «Лига Блюза», поэтов Аркадия Семёнова и Ильи Кормильцева.